# Marcel Hürter

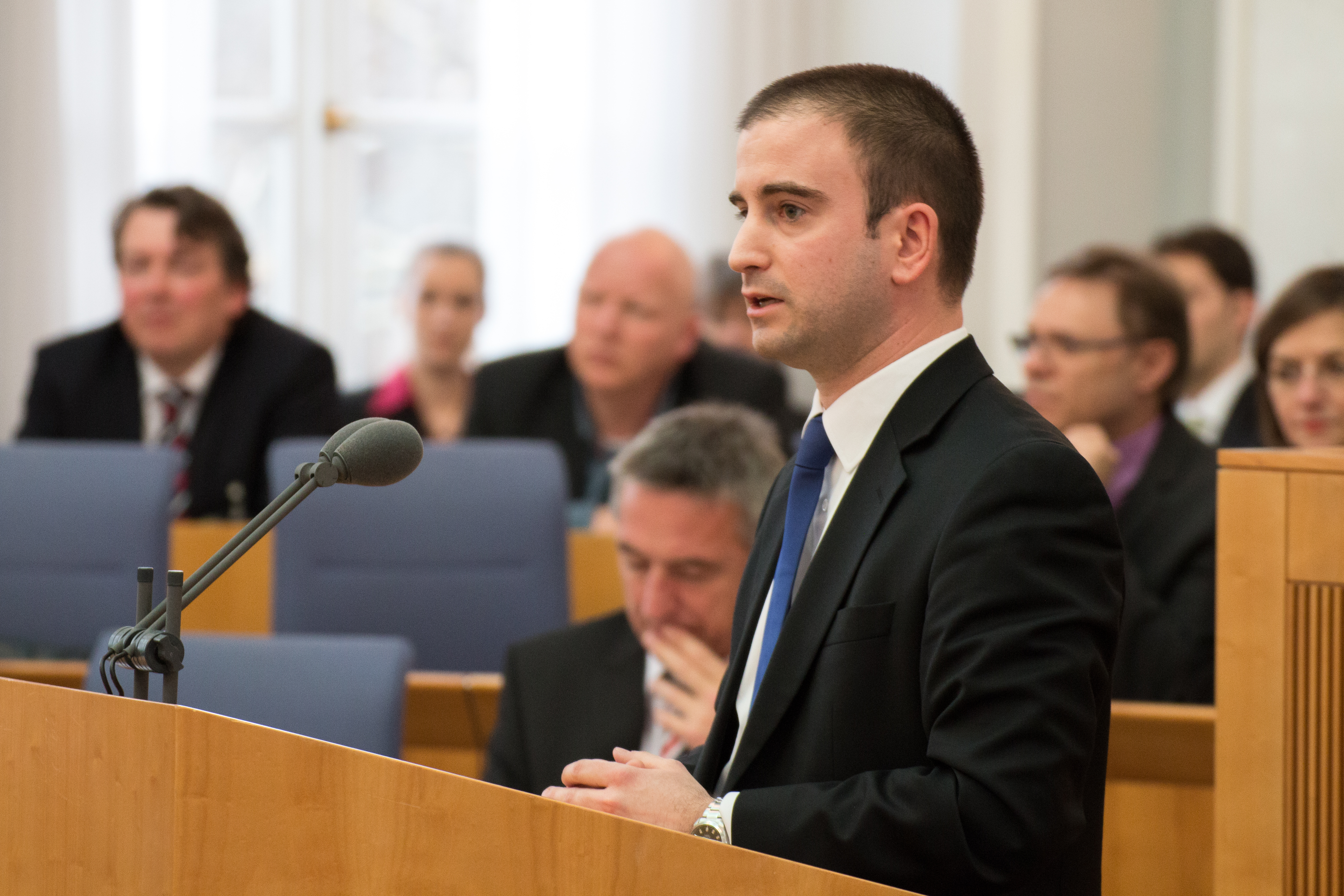
Marcel Hürter bei einer Rede vor dem rheinland-pfälzischen Landtag (2014)

Marcel Hürter (* 16. März 1980 in Neuwied) ist ein deutscher Politiker (SPD). Er ist seit 2024 Präsident des Rechnungshofes Rheinland-Pfalz. Davor war er von 2017 bis 2024 Präsident des Statistischen Landesamtes Rheinland-Pfalz und von 2011 bis 2016 Mitglied des Landtages Rheinland-Pfalz.

## Leben
Hürter besuchte die Grundschule in Wassenach und das Bertha-von-Suttner-Gymnasium Andernach und leistete seinen Zivildienst in der Fachklinik Bad Tönisstein ab. Er studierte von 2000 bis 2005 Volkswirtschaftslehre an der Johannes Gutenberg-Universität Mainz und schloss 2005 als Diplom-Volkswirt ab. Danach war er Mitarbeiter der Landtagsabgeordneten Beate Reich (SPD) und wissenschaftlicher Mitarbeiter des Landtagsabgeordneten Bernd Lang (SPD). Danach war er ab 2007 Referent im Controlling der RWE Rhein Ruhr AG.
Er wurde dann 2008 Grundsatzreferent im Ministerbüro des Ministeriums für Wirtschaft, Verkehr, Landwirtschaft und Weinbau Rheinland-Pfalz, wo er von 2009 bis 2011 auch persönlicher Referent des damaligen Ministers Hendrik Hering (SPD) war. Im Jahr 2016 wurde er nach seinem Ausscheiden aus dem Landtag Rheinland-Pfalz vorübergehend Referent für den Bereich der kaufmännischen Geschäftsführung Landesforsten im Ministerium für Umwelt, Energie, Ernährung und Forsten Rheinland-Pfalz. Von Januar bis August 2017 war er Vizepräsident der Struktur- und Genehmigungsdirektion Süd des Landes Rheinland-Pfalz. Von August 2017 bis Oktober 2024 war er Präsident des Statistischen Landesamtes Rheinland-Pfalz und damit auch Landeswahlleiter.
Am 30. September 2024 wählte der Landtag Rheinland-Pfalz Hürter auf Vorschlag von Ministerpräsident Alexander Schweitzer (SPD) einstimmig zum Präsidenten des Rechnungshofes Rheinland-Pfalz Mit Wirkung vom 1. November 2024 wurde er zum Präsidenten und damit zum Landesbeauftragten für Wirtschaftlichkeit in der Verwaltung ernannt. Die bisherige Aufgabe des Wahlleiters übernahm er zunächst weiterhin.

## Politik
Hürter wurde 1998 Mitglied der SPD, bei der er Vorsitzender des Juso-Kreisverbands Ahrweiler und des Ortsvereins Wassenach sowie stellvertretender Vorsitzender des Kreisverbands Ahrweiler war. 1999 wurde er Mitglied des Gemeinderats in Wassenach, 2004 wurde er Mitglied des Kreistags in Ahrweiler. Am 18. Mai 2011 wurde er Mitglied des Landtages Rheinland-Pfalz, er rückte für die ins Kabinett Beck V berufene Beate Reich nach. Nach der Landtagswahl 2016 schied er aus dem Landtag aus.